# Michel Schweizer
Michel Schweizer, est un acteur, metteur en scène, chorégraphe et  scénographe français né le 18 mai 1958.
Il est notamment l’un des précurseurs du théâtre documentaire.
Dans Les Inrockuptibles, Hervé Pons le qualifie de "Chorégraphe de la parole".

## Biographie

### Jeunesse et formation
Après des études au Conservatoire à rayonnement régional de Bordeaux et à l'École des beaux-arts de Bordeaux, Michel Schweizer commence la danse contemporaine des années 1980. Il met en scène les « vêtements de l'imaginaire » pour la plasticienne Aline Ribiere en tant que modèle. De 1986 à 1994 il travaille avec la chorégraphe Isabelle Lasserre puis leur collaboration cesse en 1995. 

### Compagnie la Coma
Il crée la compagnie la Coma en Aquitaine, compagnie conventionnée, destinée à couvrir la diversité de ses pratiques artistiques et propose une première création, Assanies (1998). 
En février 2000, il crée Kings (d'abord présenté le cadre des Rencontres Chorégraphiques de Bagnolet), s'attachant à faire cohabiter des produits culturels et des échantillons spéculatifs (un danseur de hip-hop, un danseur contemporain, un vigile... ) susceptibles d'être appréciés pour ce qu'ils font et/ou ce qu'ils sont. Parmi les interprètes on trouve Renaud Cojo, Soraya Bénac, Patrick Robine ainsi que le danseur Hamid Ben Mahi avec lequel il retravaillera la même année dans Chonic(s) puis Chonic(s) II (15 ans plus tard).
En 2003 il est programmé au Festival d’Avignon mais celui est annulé par son directeur Bernard Faivre d'Arcier. Il crée alors Scan, puis, dans Bleib, il invite des philosophes (Jean-Pierre Lebrun et Dany-Robert Dufour) à dialoguer et à penser, en direct, sur la scène. 

### L'actualité, la jeunesse et la danse
Il continue les créations puisqu’en 2008, il crée Ô Queens invitant trois femmes (une danseuse, une culturiste et une strip teaseuse) à parler de leur condition. 
En 2010, il invite une dizaine de jeunes âgés de 17 à 20 ans, ainsi qu’un adulte (Gianfranco Poddighe) afin de représenter leur « communauté », sur scène. Tout en restant eux-mêmes, en mélangeant théâtre et musique, ils parlent de la vie, du temps, de la vieillesse, du monde qui les entoure dans ce spectacle qu’il intitule Fauves. 
En 2013, il crée le spectacle Cartel dans lequel, il choisit de collaborer avec d’anciens danseurs étoiles : Cyril Atanassoff (qui ne fera finalement pas le spectacle à cause d'une blessure) et Jean Guizerix, se demandant, comment ces professionnels confirmés, peuvent retrouver une marge de liberté arrivés à un âge où ils ne peuvent plus danser. La chanteuse Dalila Khatir et le jeune danseur Romain di Fazio sont également interprètes du spectacle.  
Michel Schweizer réitère l'expérience de Fauves en 2017 avec le spectacle Cheptel. Il invite cette fois ci, un groupe de 8 adolescents âgés de 12 à 15 ans à recréer sur scène un état de « nature » au plus proche de leur ressenti, libérant une parole nécessaire dans une forêt imaginaire allant à la rencontre d'un adulte (Bruno Beguin puis Pascal Quéneau). À travers la danse, la parole et le chant, ces jeunes délivrent leur vision du monde et ouvrent les portes de leurs craintes et doutes. 
La même année, il est invité par le Festival d'Avignon pour une collaboration artistique avec le circassien Mathieu Desseigne-Ravel dans le cadre des sujets à vifs, ils créent Bâtards. 
En 2019 il est invité par la Compagnie L'Oiseau Mouche afin de mettre en scène sept comédiens de la compagnie, personnes en situation de handicap mental. Dans Les Diables, il se questionne alors sur le possible déplacement de la norme. À l'occasion de la création à Roubaix, Envoyé Spécial réalise un reportage sur le spectacle.
En décembre 2020 puis 2021, La Maison des Métallos lui propose d'organiser une CoOp intitulée On prend des nouvelles de notre avenir. En plus des spectacles et performances, il décide d'y inviter un tas d'artistes et de philosophes pour de nombreux événements : les philosophes Bruno Latour et Alain Badiou, le comédien et auteur Zakary Bairi, le réalisateur Sébastien Lifshitz, le danseur Aurélien Collewet, le vidéaste Grégoire Beil ou le photographe Ludovic Alussi...
En 2021, à l'invitation de Renaud Cojo, pour le Festival Discotake, il crée une performance hommage à Christophe autour de son album Les Vestiges du chaos en duo avec Zakary Bairi, intitulée Beau Bizarre. La même année, il met en scène Hamid Ben Mahi dans Chonic(s) II.
Il réunit dans Bôpeupl la jeune chanteuse lyrique Aliénor Bartelmé et des personnalités singulières dont trois danseurs contemporains Marco Berrettini, Frank Micheletti, Frédéric Tavernini, le comédien de L'Oiseau Mouche Jérôme Chaudière ainsi que Patrick Bedel, sur des textes commandés à Dominique Quessada interrogeant la mutation de nos rapports sociaux.
En 2023 il est invité en Corée à concevoir une pièce au Korean Disability Arts & Culture Center de Séoul. Il y conçoit JEJARI [être là, tenir sa place] avec la collaboration artistique de Gianni-Grégory Fornet.

## Démarche
Dans sa démarche artistique Michel Schweizer crée des communautés provisoires pour en mesurer les degrés d'épuisement, il joue avec l’effet de distanciation théâtrale en laissant les interprètes dans le plus grand naturel possible. Son œuvre aborde des sujets d’actualité et de société comme la parole libérée, la jeunesse, la politique, l'écologie, l’art ou encore l'économie. 
Michel Schweizer œuvre à réinjecter du réel sur la scène, brouillant les cartes de son champ d'origine pour proposer des formes inclassables, des expériences qui repositionnent l'artiste dans le champ social, citoyen. 

De son travail il dit : 
"J'estime que dehors ça se complique de plus en plus. Je trouve que ma manière de poser des choses sur scène peut être utile par rapport à ce qui se délite ou se dégrade à l’extérieur." 
Philippe Noisette écrit qu'il est un "croisement drolatique et improbable de Michel Houellebecq et Jérôme Bel."
Il est une des influences principale du travail de Mohamed El Khatib.

### Transmission et médiation
Il organise de nombreux ateliers et crée des performances autour du langage (notamment au près de jeunes) dont Keep Calm, ShopLe+, Les enfants à l'œuvre, Dress Code ou Nos futurs à Besançon.
Répondant parfois à des cartes blanches, comme Les enfants occupent la MC93 (à l'initiative d'Hortense Archambaud), il imagine des évènements autour de ses spectacles : workshop, projetions, rencontres, débats, ateliers...

### Collaborations
La chanteuse et performeuse Dalila Khatir collabore régulièrement à la création de ses spectacles en tant que coach vocale, y intégrant ainsi la musique et le chant. 
Il met en scène à plusieurs reprises Proxima Centauri, ensemble de musique de chambre contemporaine. 

## Spectacles

### Concepteur
- 1998 : Assanies - tournée [35]
- 2000 : Kings - tournée [4]
- 2005 : Chronic(s)  - tournée [36]
- 2004 : Scan [More Business - More Money Management] - tournée [37]
- 2006 : Bleib - tournée [38]
- 2008 : ôQueens [a body lab] - tournée [39]
- 2010 : Fauves - tournée [40]
- 2013 : Cartel - tournée [41]
- 2015 : Primitifs - tournée [42]
- 2017 : Cheptel - tournée [43]
- 2017 : Bâtards - conçu avec Mathieu Desseigne-Ravel - Sujets à vif du Festival d'Avignon[44] puis tournée[45]
- 2019 : Les Diables - tournée [46]
- 2019 : Sorserez - Festival À domicile (Guissény)
- 2020 : Chronic(s) II - conçu avec Hamid Ben Mahi - tournée
- 2021 : Bôpeupl - tournée
- 2021 : Beau Bizarre - Festival Discotake (Bordeaux)
- 2021 : Promesses - conçu avec Zakary Bairi et Grégoire Beil - La Maison des Métallos (Paris)[47]
- 2022 : Nice Trip - conçu avec Mathieu Desseigne-Ravel - tournée
- 2023 : JEJARI [être là, tenir sa place] - Korean Disability Arts & Culture Center, Séoul[27]

#### Performances conçues pour des jeunes amateurs
- 2015 : Keep Calm[48] (performance pour enfants)
- 2018 : Shople+
- 2021 : Soulèvements à 93db - conçu avec Dalila Khatir sur des musiques de Damien Saez - La Maison des Métallos (Paris)
- 2021 : Coups de jeunes - conçu avec Dalila Khatir et Mathieu Desseigne-Ravel - 2 Scènes, scène nationale de Besançon[49]
- 2022 : Faire monde - conçu avec Frédéric Desmesure et Mathieu Desseigne-Ravel - Espaces Pluriels (Pau)[50]
- 2023 : Des utopies - conçu avec Hamid Ben Mahi et Claire Gausse - Scènes de Territoire (Bressuire)

### Interprète
- 1997 : Lolicom - Renaud Cojo - tournée
- 2010 : Fauves - tournée [40]
- 2012 : Les Étonnistes #2 - Stéphanie Aubin - Reims Scènes d'Europe (Reims) [51]
- 2015 : Primitifs - tournée [42]
- 2015 : Les Étonnistes #3 - Stéphanie Aubin - Le CentQuatre (Paris) [52]
- 2017 : Cheptel - tournée [43]
- 2017 : Bâtards - co-crée avec Mathieu Desseigne-Ravel - Sujets à vif du Festival d'Avignon[44] puis tournée[45]
- 2021 : Beau Bizarre - Festival Discotake (Bordeaux)
- 2022 : Nice Trip - co-crée avec Mathieu Desseigne-Ravel - tournée

### Metteur en scène ou chorégraphe
- 2010 : Metissage - metteur en scène - Théâtre des Quatre saisons (Gradignan) [53]
- 2011 : Pas de cinq - metteur en scène - Rocher de Palmer (Cenon) [53]
- 2012 : Cross & Share - metteur en scène avec Julie Dossavi - tournée [54]
- 2015 : Au pied de la lettre - chorégraphe avec Anne Nguyen - tournée [55]
- 2015 : Rotha et Gassama - chorégraphe - Festival de La Cité Lausanne (Lausanne) [56]
- 2018 : And Now - metteur en scène - tournée [46]
- 2019 : Mauxroses d'après Frank Leibovici - metteur en espace - actOral (Marseille)
- 2022 : Artefacts - metteur en scène - tournée[57]

### Scénographe
- 1998 : Assanies - tournée [35]
- 2006 : Bleib - tournée [38]
- 2008 : ôQueens [a body lab] - tournée [39]
- 2010 : Fauves - tournée [40]
- 2012 : Cross & Share - tournée [54]
- 2012 : Les inouïes Novart 2012 : Millepied, Centauri et Cag [53] - Pin Galant (Mérignac) [58]
- 2013 : [minimal] [53]
- 2013 : Cartel - tournée [41]
- 2015 : Keep Calm (performance pour enfants)
- 2017 : Cheptel - tournée [43]
- 2019 : Les Diables - tournée [46]
- 2021 : Bôpeupl - tournée

## Distinctions
2020 : TOPOR, prix du « Rêve en plus » pour Les Diables, remis au Théâtre du Rond-Point par Jean Michel Ribes